# José Francisco Calí Tzay

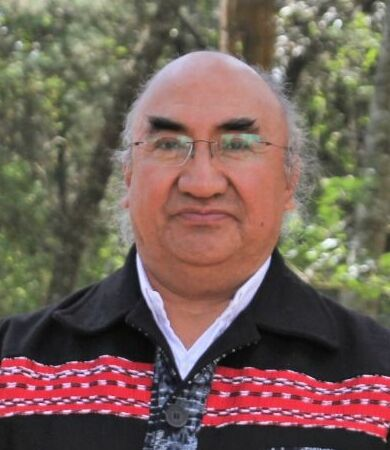
José Francisco Calí Tzay (2023)

José Francisco „Pancho“ Calí Tzay (geb. 27. September 1961 in Tecpán Guatemala) ist ein guatemaltekischer Jurist und Diplomat. Seit Mai 2020 ist er Sonderberichterstatter für die Rechte indigener Völker bei den Vereinten Nationen.

## Herkunft
José Francisco Calí Tzay entstammt dem Maya-Volk der Cakchiquel, welches im Hochland der Sierra Madre in Guatemala lebt.

## Karriere

### Akademische Karriere
Calí Tzay ist Dozent und stellvertretender Direktor der James E. Rodgers School of Law der University of Arizona.

### Guatemala
Er war Begründer und Mitglied in verschiedener Organisationen zum Schutz der Rechte der indigenen Bevölkerung.
Im guatemaltekischen Außenministerium war er als Direktor für Menschenrechte zuständig. Daneben war er Mitglied der Präsidenten-Kommission gegen Diskriminierung und Rassismus gegen Indigene Völker (CODISRA) und Präsident des nationalen Ausgleichsprogramms für Opfer der bewaffneten Konflikte in Guatemala.
Von 2. November 2016 bis zum 16. Juni 2020 war Calí Tzay Botschafter in Deutschland. In dieser Zeit gab es Begegnungen von staatlichen Stellen, politischen Stiftungen und verschiedenen Organisationen der deutschen Zivilgesellschaft mit Vertretern Guatemalas. Es wurden Erfahrungen im Umgang mit problematischer Vergangenheit im jeweiligen Land ausgetauscht und Erfolge und Herausforderungen des Kampfes gegen die Korruption in Guatemala und Zentralamerika diskutiert.

### Vereinte Nationen
Auf internationaler Ebene war Cali Tzay für insgesamt 16 Jahre Präsident des UN-Komitees zu Überwachung des Internationalen Übereinkommens zur Beseitigung jeder Form von Rassendiskriminierung (CERD), das 1965 von der UN-Generalversammlung verabschiedet worden war.
Im Mai 2020 übernahm er als Nachfolger von Victoria Tauli-Corpuz das Amt als UN-Sonderberichterstatter für die Rechte indigener Völker beim UN-Menschenrechtsrat, der die Aufgabe hat, mutmaßliche Verletzungen der Rechte Indigener zu überprüfen und gegebenenfalls öffentlich zu machen und die Implementierung der internationalen Standards zu den Rechten Indigener zu befördern.
Anfang 2022 forderte er gemeinsam mit dem Sonderberichterstatter zu Umweltproblemen David R. Boyd Schweden auf, dem Bergbauunternehmen Beowulf Mining keine Lizenz für den Abbau von Kallak-Eisenerz in der von Samen bewohnten Region Gallok zu erteilen, da dies den Schutz des Ökosystems und die Grundlage für die Lebensweise dieses Volkes mit seiner Rentierhaltung gefährden würde.